# Llengües anglofrísies
Les llengües anglofrísies formen un grup filogenètic dins de les llengües germàniques occidentals formades per l'anglés antic, el frisó antic i els seus descendents actuals.

## Classificació
El grup anglofrisi està format per:
- Ànglic
  - Anglés
  - Escocés (Scots)
  - Iola (extint)
- Frisó
  - Frisó occidental
  - Frisó oriental
  - Frisó septentrional

### Classificació alternativa
L'ingaevònic, també anomenat germànic de la mar del Nord, és un grup postulat dins de les llengües germàniques occidentals que comprendria tant l'antic frisó, com l'antic anglés i l'antic saxó. Aquesta agrupació no es concep necessàriament com una unitat filogenètica descendent d'una protollengua homogènia, sinó més aviat com un grup de varietats estretament relacionades que exerciren influència mútua i desenvoluparen trets d'àrea lingüística.
Aquesta agrupació es proposà per primera vegada en Nordgermanen und Alamanen (1942) pel lingüista i filòleg alemany Friedrich Maurer (1898–1984), com una alternativa a l'arbre filogenètic estricte que s'havia fet popular a partir del treball del lingüista alemany del s. XIX August Schleicher.

## Descripció lingüística
Les llengües anglofrísies es distingeixen de la resta de llengües germàniques occidentals parcialment per diversos canvis fonètics:
- Llei d'espirantització nasal ingaevònica
- L'Anglo-Frisian brightening
- Palatalització del so k del protogermànic en una consonant coronal africada entre vocals, per exemple:

anglés cheese 'formatge' i frisó oc. tsiis enfront del neerlandés kaas, baix alemany Kees, alemany Käse; o
anglés church i frisó oc. tsjerke enfront del neerlandés kerk, baix alemany Kerk, Kark, alemany Kirche.
Originàriament, les comunitats anglofrísies i les baixosaxones ocupaven àrees prou properes com perquè es formés una àrea lingüística d'evolució convergent, raó per la qual comparteixen alguns trets. Malgrat els orígens comuns, però, l'ànglic i el frisi han divergit notablement, especialment per la important influència del nòrdic i el normand en l'anglés, i del neerlandés i el baix alemany en el frisi. El resultat és que el frisi ha convergit cap al neerlandés i els dialectes baixogermànics adjacents, mentre que l'ànglic estructuralment s'ha convertit en un grup a banda amb gran part del lèxic pres del francés o el llatí.

### Evolució fonètica de l'anglofrisó
Un resum dels principals canvis fonètics que afectaren les vocals en ordre cronològic:
1. Posteriorització i nasalització de la ā̆ del germànic occidental abans de consonant nasal;
2. Pèrdua de n davant fricativa, amb allargament compensatori i nasalització de la vocal precedent;
3. Els plurals del present i el pretèrit es redueixen a una única forma;
4. Tancament de A: WGmc ā̆ → ǣ, fins i tot en els diftongs ai i au;
5. Palatalització (sense fonemització de les palatals, és a dir, les palatals són al·lòfons, no fonemes contrastius);
6. Restitució de A: ǣ → ā en contacte amb consonants adjacents;
7. Segon tancament: es dona en tots els dialectes de l'anglosaxó (tret del West Saxon) i frisi ǣ → ē;
8. Restitució de A: a es restitueix quan van seguides d'una síl·laba que conté una vocal posterior (més tardana en els dialectes de Southumbria); frisi æo → au → antic frisi ā/a, etc.